# Тіфен Самуайо
Тіфе́н Самуайо́ (фр. Tiphaine Samoyault; нар. червень 1968, Булонь-Бійанкур) — французька літературознавиця і письменниця, університетський професор.

## Біографія
Виросла у Фонтенбло у самому замку Фонтенбло, куратором якого був її батько Жан-П'єр Самуайо. Власне дитинство Тіфен Самуайо зобразила у своєму першому романі «Двір прощань» («La Cour des Adieux»).
Закінчила Еколь нормаль, написала докторську дисертацію на тему «Романні світи, форми романної тоталізації у ХХ столітті» (1996). Габілітаційна дисертація мала назву «Актуальність художньої літератури: теорія, порівняння, переклад» (2003). Після роботи в університеті Париж-VIII, де Тіфен Самуайо очолювала кафедру порівняльної літератури, вона обійняла посаду професора порівняльної літератури в університеті Париж III.
Тіфен Самуайо також працює як письменниця і перекладачка.
Самуайо входить до редакційної колегії у видавництві Сей, вона також співпрацює з радіо France Culture та часописом «La Quénzaire Littéraire».
Вона є членом редакційної колегії Інтернет-газети «En atteant Nadeau» .

## Твори

### Критичні нариси
- Excès du roman: essai, Paris, Maurice Nadeau, 1999 ISBN 2862311529 та 9782862311524
- Littérature et mémoire du présent, Nantes, Pleins feux, 2001 (fascicule) ISBN 2912567815 та 9782912567819
- L'intertextualité : mémoire de la littérature, Paris, Nathan, 2001 ISBN 2091911259 та 9782091911250 ; rééd. A. Colin, Paris, 2005
- La montre cassée: forme et signification d'un motif dans les arts du temps, Verdier, Lagrasse, 2004 ISBN 2864324148 та 9782864324140

### Молодіжний документальний фільм
- Le monde des pictogrammes, Париж, Circonflexe, 1995ISBN 978-2878336986 — перекладено англійською мовою : Алфавітний порядок: як починалася абетка, Нью-Йорк, Пінгвін / Вікінг, 1996ISBN 978-0670878086

### Біографії, передмови
- Roland Barthes, Paris, Le Seuil, 2015 ISBN 978-2-02-101020-6
- Передмови до таких видань : Électre de Jean Giraudoux (1997), W ou le souvenir d'enfance de Georges Perec (1997), Impressions d'Afrique de Raymond Roussel (2005), Locus solus de Raymond Roussel (2005), Le Grand Meaulnes d'Alain-Fournier (2009).

### Романи та оповідання
- La Cour des adieux, Maurice Nadeau, Paris, 1999 ISBN 2862311537 та 9782862311531
- Météorologie du rêve, Le Seuil, Paris, 2000 ISBN 2020395746 та 9782020395748
- Les Indulgences, Le Seuil, Paris, 2003 ISBN 2020556286 та 9782020556286
- La Main négative, éditions Argol, Paris, 2008 ISBN 9782915978353 та 2915978352
- Bête de cirque, Le Seuil, Paris, 2013 ISBN 2-02-109826-5 та 978-2-02-109826-6[6]